# L'embriaguesa de la metamorfosi
L'embriaguesa de la metamorfosi (en la versió original, en alemany, Rausch der Verwandlung) és una novel·la de l'escriptor austríac Stefan Zweig. El títol fa referència a la semblança de l'experiència de la protagonista amb el procés de la transformació d'una eruga en papallona. Ha estat traduït al català, a cura de Quaderns Crema.
L'obra, una de les més extenses de l'autor, va ser abandonada i recuperada al llarg d'uns onze anys (1931-1942), i va ser publicada diverses dècades després de ser escrita, en els anys 80.
El crític literari Walter Hinck va dir, sobre la novel·la:
| « | Stefan Zweig demostra novament el seu art per desvetllar les motivacions psicològiques dels actes i comportaments humans. | » |

## Argument
L'acció es desenvolupa en l'any 1926 i narra la història de la transformació interior que experimenta Christine Hoflehner, una funcionària d'una administració de correus, en passar del món de la pobresa en què viu com a austríaca després de la Primera Guerra Mundial a l'esplèndid món dels hotels i de la societat aristocràtica a Suïssa, nació aliena a la tragèdia bèl·lica, per acabar retornant després a la vida miserable d'abans.
El seu desenllaç té similituds amb el desenllaç de la vida del mateix autor.